# Kosmek maziowy
Kosmki maziowe (łac. villi synoviales) – małe wypustki, które mogą być obecne w błonie maziowej, biorące udział w wydzielaniu mazi stawowej. Mogą zawierać oddzielne komórki chrzęstne. Wpuklają się do jamy stawowej powiększając wewnętrzną powierzchnię wydzielniczą torebki. Kosmki maziowe są nieraz silnie unaczynione oraz zaopatrzone w liczne nerwy.